# Гарибов, Адиль Абдулхалыг оглы
Адиль Гарибов Абдулхалыг оглы (азерб. Qəribov Adil Əbdulxaliq oglu; род. 28 марта 1950) — азербайджанский химик, доктор химических наук, профессор, действительный член НАНА.

## Биография
Адиль Гарибов родился 28 марта 1950 г. в селе Ибрагим-кенд Шекинского района. В 1966 году окончил школу с серебряной медалью.  В 1972 г. окончил Азербайджанский государственный университет, химический факультет с дипломом c отличием. В 1973—1976 годах проходил обучение в аспирантуре Сектора радиационных исследований АН Азербайджана. В 1979 г. защитил кандидатскую диссертацию в Институте неорганической и физической химии АН Азербайджана на тему: «Исследование воздействия гамма лучей на цеолиты и цеолитсодержащие катализаторы». 
После аспирантуры - инженер Сектора радиационных исследований  (1977—1978), младший (1978—1980), старший научный сотрудник (1980—1990). 
В 1990—1995 годах являлся руководителем группы «Радиационная химия гетерогенных систем». В 1995 г. защитил докторскую диссертацию на тему: «Закономерности передачи энергии в процессах радиационно-каталитического распада веществ на поверхности оксидов и металлооксидных систем». В 1998 г. стал профессором по специальности «Радиационная химия». В 1995—2001 годах работал руководителем лаборатории «Радиационная химия гетерогенных систем» Сектора радиационных исследований АН Азербайджана. В 2002 г. сектор был преобразован в Институт радиационных проблем НАН Азербайджана, который он возглавлял с 2003 по 2015 год. 
26.04.2007 г. избран членом-корреспондентом НАНА по специальности радиационная химия. 30.06.2014 избран действительным членом НАНА по специальности химия.
Автор 410 научных работ. Из них 123 опубликовано за рубежом. Обладатель 35 патентов. Подготовил 18 докторов философии, 3 доктора наук.

## Награды
- Орден «Слава» (2020)
- Заслуженный деятель науки Азербайджана (2005)
- Почётная грамота председателя Исполнительного комитета Содружества Независимых Государств (2013) — за заслуги в сотрудничестве по использованию атомной энергии в мирных целях[2]

## Публикации
- Гарибов А. А., Агаев Т. Н., Эюбов К. Т. Жидкофазный радиолиз системы вода — н-гексан // Химия высоких энергий. Т.38, № 5, 2004. с.334-336.
- Garibov A.A., Eyubov K.T., Agaev T.N. Liquid-Phase Radiolysis of the Water — n-Hexane System // High Energy Chemistry, 2004, vol.38, № 5, p. 295—297.
- Гарибов А. А., Гасанов Р. Г., Мехрабова М. А. Фотолиз H2O и CO2 на поверхности графитоподобного нитрида бора // AMEA-nın Xəbərləri, ser.FRTE, 2005, № 5, c.149-151.
- Гаджиева Н. Н., Гарибов А. А., Римиханова А. Н., Исмаилов Ш. С. Исследование радиационного окисления алюминия в системе алюминий-вода методами электропроводности и инфракрасной спектроскопии // Вопросы атомной науки и техники, Серия: Физика радиационных повреждений и радиационное материаловедение, 2007, T. 91, № 6, с.36-39.
- Гаджиева Н. Н., Гарибов А. А., Римиханова А. Н. Особенности радиационно-стимулированной адсорбции н-гексана на поверхности алюминия // Журнал Физической химии, 2007, т. 81, № 5, с.1-4.
- Khalilov R.I. Nasibova A.N., Serezhenkov V.A., Ramazanov M.A., Kerimov M.K., Garibov A.A., Vanin A.F. Accumulation of Magnetic Nanoparticles in Plants Grown on Soils of Apsheron Peninsula // Biophysics, 2011, vol.56, № 2, pp. 316—322.
- Garibov A.A. Radiation-heterogenic processes of hydrogen accumulation in water-cooled nuclear reactors. International Journal of Nuclear Research // Nukleonika, 2011, № 4, p. 333—343.
- Mammadov S.M., Akparov O.G., Salehov A.K., Garibov A.A. The influence of — irradiation on structuration in solutions of BNR and properties of films // Journal of Physical Chemistry, 2012, № 1, p. 19-21.
- Гарибов А. А., Мехтиева Р. Н., Эюбова Н. А., Мирзоев М. Н., Гаджиева Н. Н. Исследование уранилортосиликатов методами ИК-спектроскопии и дериватографии // Вопросы атомной науки и техники. Серия «Физика радиационных повреждений и радиационное материаловедение», 2012. № 2 (78) Çapda
- Джафаров Я. Д., Гарибов А. А. Выход электронно-дырочных пар в бериллий-силикатных системах под действием гамма-квантов // Проблемы химии, № 4, 2009, с. 614—617.